# 지미 히스
지미 히스(영어: Jimmy Heath, 1926년 10월 25일 ~ 2020년 7월 19일)는 리틀 버드라는 별명을 가진 미국의 재즈 색소폰 연주자, 작곡가, 편곡가, 그리고 빅밴드 리더였다. 베이시스트 퍼시 히스와 드러머 앨버트 히스의 형제이다.

## 생애
히스는 1926년 10월 25일 필라델피아에서 태어났다. 자동차 정비사인 그의 아버지는 주말에 공연하면서 클라리넷을 연주했다. 그의 어머니는 교회 성가대에서 노래를 불렀다. 그 가족은 집 주변에서 빅밴드 재즈 그룹의 음반을 자주 연주했다. 그의 형제들은 베이시스트 퍼시 히스와 드러머 앨버트 히스였다.
제2차 세계 대전이 일어나는 동안 히스는 최소 무게 미만으로 드래프트를 위하여 거절되었다.
히스는 원래 알토 색소폰을 연주했다. 그는 1940년대 후반 하워드 맥기와 디지 길레스피의 작품에서 찰리 파커의 영향을 받아 "리틀 버드"라는 별명을 얻었다. 그리고 나서 그는 테너 색소폰으로 바꾸었다.

## 사생활
루이스버그 교도소에서 석방된 다음날 밤 집으로 돌아오는 파티에서 그는 결국 아내가 된 모나 브라운을 만났고, 그들은 로슬린과 제프리라는 두 아이를 두었다.
그는 특히 빌 클린턴 대통령이 그의 색소폰을 한 곡 빌렸을 때 백악관에서 열린 재즈 콘서트에서 연주했다.

## 사망
히스는 2020년 1월 19일 조지아주 로건빌에서 자연사했다.